# Bureau maritime international
Pour les articles homonymes, voir BMI.
Le Bureau maritime international ou BMI (International Maritime Bureau en anglais), fondé en 1981, est une branche de la Chambre de commerce internationale spécialisée dans la lutte contre la criminalité envers le commerce maritime, notamment la piraterie et les fraudes commerciales ainsi que dans la protection des équipages.
Son directeur, Pottengal Mukundan, annonce le 15 janvier 2014 que la piraterie est en baisse dans le monde, notamment grâce à la baisse de la piraterie somalienne.